# Carlos Lindenberg
Carlos Fernando Monteiro Lindenberg (Cachoeiro de Itapemirim, 13 de janeiro de 1899 – Vitória, 6 de janeiro de 1991) foi advogado e político brasileiro, tendo conquistado participação significativa como articulador do cenário político do Estado do Espírito Santo nas décadas de 30-70.
Além de ser um dos nomes responsáveis por fundar o Partido Social Democrático (PSD), agremiação de âmbito estadual organizada em 1933, exerceu o cargo de deputado federal, secretário estadual da Fazenda, governador constitucional do estado do Espírito Santo, governador do estado e senador.
Ao longo de sua trajetória na política capixaba, Lindenberg influenciou também a mídia nacional, adquirindo, em 1949, o jornal A Gazeta,  parte do conglomerado de comunicações futuramente conhecido como Rede Gazeta de Comunicações. Um de seus filhos, Carlos Fernando Monteiro Lindenberg Filho, escritor e empresário, comandou a Rede no Espírito Santo entre 1965 e 2001.
Exerceu, por dois mandatos, o cargo de governador do estado do Espírito Santo, de 29 de março de 1947 a 31 de janeiro de 1951 e de 31 de janeiro a 10 de outubro de 1959.Foi como senador, contudo, que encerrou a vida político-partidária, tendo sido eleito em 1966 e cumprido o mandato até 1974.
Ainda durante a década de 1970, assumiu a presidência do Conselho Administrativo da Rede Gazeta. Falece em Vitória no dia 6 de janeiro de 1991,  devido a um AVC.

## Educação e início de carreira
Neto de um imigrante alemão que chegou ao Brasil em 1818, Carlos Lindenberg nasceu em Cachoeiro de Itapemirim, em 13 de janeiro de 1899. Filho do engenheiro Carlos Adolfo Lindenberg e de Bárbara Lindenberg, cresceu e administrou - durante a década de 1920 - a propriedade da família, conhecida como Fazenda Monte Líbano.
Os primeiros anos escolares foram cursados em uma escola municipal da região, até o seguido por um curso preliminar realizado em Cachoeiro, no Colégio Verbo Divino. Foi nesta instituição que Lindenberg iniciou o ginásio, dando continuidade em outras duas instituições: o Ginásio Espírito- Santense em Vitória, e o internato Salesiano Santa Rosa de Niterói.
Em 1921, formou-se no Rio de Janeiro, pela Faculdade Nacional de Direito, conhecida atualmente como UFRJ. Começou a atuar nas coligações políticas durante o mesmo período, a partir do momento em que passou a integrar a Reação Republicana, frente que apoiava a candidatura de Nilo Peçanha à presidência da República na época. O movimento era pro liberalismo, representando a classe média brasileira, que fazia oposição às oligarquias republicanas. Após conseguir o diploma de advogado, retorna ao Espírito Santo para administrar as produções agrícolas da fazenda familiar.
De volta ao Estado natal, envolveu-se na política local e ingressou como membro da Comissão de Sindicâncias no Espírito Santo em 1930. Ainda durante o mesmo ano, assumiu a presidência da Junta Nacional da Associação Comercial, função que exerceria ao longo dos próximos quatro anos. Paralelo a sua trajetória política no âmbito loca, a Revolução de 1930 trouxe a posse de Getúlio Vargas , líder defendido por Carlos Lindenberg.
Em 1933, surge o Partido Social Democrático (PSD), fundado por Lindenberg e outras figuras de prestígio dentre as lideranças políticas locais. Concorrendo através da legenda do PSD, o político foi eleito deputado constituinte, iniciando o mandato em 15 de novembro de 1933.
A orientação do partido estava a favor do governo de Vargas, que nomeou o interventor militar João Punaro Bley para administrar o Estado do Espírito Santo. Os membros e apoiadores do PSD faziam parte de uma elite latifundiária, sobretudo as que dominavam a produção do café. Essa característica fazia com que a influência do partido incidisse tanto nas áreas urbanas quanto nas rurais.
Em 1935, deixou o cargo na Câmara à convite do próprio Punaro Bley para assumir a Secretaria da Fazenda, chefiando a Secretaria de Agricultura um ano depois. Mesmo após o golpe do Estado Novo, que ocorreu em 1937, continuou a atuar no cargo até 1939. Embora todos os órgãos públicos e legislativos tivessem sido fechados na época, o governador do Estado permitiu que Lindenberg continuasse a carreira política.